# Polygala balansae
Polygala balansae là một loài thực vật có hoa trong họ Polygalaceae. Loài này được Coss. miêu tả khoa học đầu tiên năm 1873.